# Single numer jeden w roku 2001 (Japonia)
Notowanie Weekly Singles Chart (jap. 週間シングルチャート Shūkan Shinguru Chāto) przedstawia najlepiej sprzedające się single w Japonii. Publikowane jest ono przez magazyn Oricon Style, a dane kompletowane są przez Oricon w oparciu o cotygodniowe wyniki sprzedaży fizycznej singli. Poniżej znajdują się tabele prezentujące najpopularniejsze single w danych tygodniach w roku 2001.

## Oricon Weekly Singles Chart
| Data            | Singel | Wykonawca              | Źródło |
| --------------- | --- | ---------------------- | ------ |
| 1 stycznia      | „M” | Ayumi Hamasaki         | [ 1 ]  |
| 8 stycznia      | wstrzymanie publikacji | wstrzymanie publikacji | [ 1 ]  |
| 15 stycznia     | „fragile/JIRENMA” | Every Little Thing     | [ 1 ]  |
| 22 stycznia     | „fragile/JIRENMA” | Every Little Thing     | [ 1 ]  |
| 29 stycznia     | „Minimoni. Jankenpyon!/Shunkashūtō daisukki!” (jap. ミニモニ。ジャンケンぴょん!/春夏秋冬だいすっき!)                      | Minimoni.              | [ 1 ]  |
| 5 lutego        | „Minimoni. Jankenpyon!/Shunkashūtō daisukki!” (jap. ミニモニ。ジャンケンぴょん!/春夏秋冬だいすっき!)                      | Minimoni.              | [ 1 ]  |
| 12 lutego       | „evolution” | Ayumi Hamasaki         | [ 1 ]  |
| 19 lutego       | „Boku no senaka niwa hane ga aru” (jap. ボクの背中には羽根がある)                                                         | KinKi Kids             | [ 1 ]  |
| 26 lutego       | „Can You Keep A Secret?”                                                                                                  | Hikaru Utada           | [ 1 ]  |
| 5 marca         | „Can You Keep A Secret?”                                                                                                  | Hikaru Utada           | [ 1 ]  |
| 12 marca        | „BABY! Koi ni KNOCK OUT!” (jap. BABY! 恋にKNOCK OUT!)                                                                     | Petite Moni            | [ 1 ]  |
| 19 marca        | „NEVER EVER” | Ayumi Hamasaki         | [ 1 ]  |
| 26 marca        | „ultra soul” | B’z                    | [ 1 ]  |
| 2 kwietnia      | „ultra soul” | B’z                    | [ 1 ]  |
| 9 kwietnia      | „Ai no bakayarō” (jap. 愛のバカやろう)                                                                                    | Maki Gotō              | [ 1 ]  |
| 16 kwietnia     | „Ashita ga arusa” (jap. 明日があるさ)                                                                                     | Re:Japan               | [ 1 ]  |
| 23 kwietnia     | „PIECES OF A DREAM” | Chemistry              | [ 1 ]  |
| 30 kwietnia     | „Kimi no tame ni boku ga iru” (jap. 君のために僕がいる)                                                                   | Arashi                 | [ 1 ]  |
| 7 maja          | „GLOBAL COMMUNICATION” | Glay                   | [ 1 ]  |
| 14 maja         | „ZERO LANDMINE” | N.M.L.                 | [ 1 ]  |
| 21 maja         | „ZERO LANDMINE” | N.M.L.                 | [ 1 ]  |
| 28 maja         | „Endless sorrow” | Ayumi Hamasaki         | [ 1 ]  |
| 4 czerwca       | „Jōnetsu” (jap. 情熱) | KinKi Kids             | [ 1 ]  |
| 11 czerwca      | „Message/Hitoribocchi no haburashi” (jap. メッセージ/ひとりぼっちのハブラシ)                                              | Tokio                  | [ 1 ]  |
| 18 czerwca      | „Point of No Return/Kimi o sagashi teta ~The Wedding Song~” (jap. Point of No Return/君をさがしてた 〜The Wedding Song〜) | Chemistry              | [ 1 ]  |
| 25 czerwca      | „Point of No Return/Kimi o sagashi teta ~The Wedding Song~” (jap. Point of No Return/君をさがしてた 〜The Wedding Song〜) | Chemistry              | [ 1 ]  |
| 2 lipca         | „Lifetime Respect” | Dōzan Miki             | [ 1 ]  |
| 9 lipca         | „Agehachō” (jap. アゲハ蝶)                                                                                                | Porno Graffitti        | [ 1 ]  |
| 16 lipca        | „Naminori Johnny” (jap. 波乗りジョニー)                                                                                   | Keisuke Kuwata         | [ 1 ]  |
| 23 lipca        | „UNITE!” | Ayumi Hamasaki         | [ 1 ]  |
| 30 lipca        | „Naminori Johnny” | Keisuke Kuwata         | [ 1 ]  |
| 6 sierpnia      | „The☆Peace!” | Morning Musume.        | [ 1 ]  |
| 13 sierpnia     | „Jidai” (jap. 時代) | Arashi                 | [ 1 ]  |
| 20 sierpnia     | „GOLD” | B’z                    | [ 1 ]  |
| 27 sierpnia     | „GOLD” | B’z                    | [ 1 ]  |
| 3 września      | „Yasashii uta” (jap. 優しい歌)                                                                                            | Mr. Children           | [ 1 ]  |
| 10 września     | „Dasenai tegami” (jap. 出せない手紙)                                                                                      | V6                     | [ 1 ]  |
| 17 września     | „Spirit dreams inside -another dream-”                                                                                    | L’Arc-en-Ciel          | [ 1 ]  |
| 24 września     | „Minimoni. Telephone! Rin Rin Rin/Minimoni. Bus Guide” (jap. ミニモニ。テレフォン! リンリンリン/ミニモニ。バスガイド)     | Minimoni.              | [ 1 ]  |
| 1 października  | „Hitohirano jiyū” (jap. ひとひらの自由)                                                                                   | Glay                   | [ 1 ]  |
| 8 października  | „Dearest” | Ayumi Hamasaki         | [ 1 ]  |
| 15 października | „Dearest” | Ayumi Hamasaki         | [ 1 ]  |
| 22 października | „You Go Your Way” | Chemistry              | [ 1 ]  |
| 29 października | „evergreen” | HYDE                   | [ 1 ]  |
| 5 listopada     | „Shiroi koibitotachi” (jap. 白い恋人達)                                                                                   | Keisuke Kuwata         | [ 1 ]  |
| 12 listopada    | „Mr.Moonlight ~Ai no Big Band~” (jap. Mr.Moonlight 〜愛のビッグバンド〜)                                                  | Morning Musume.        | [ 1 ]  |
| 19 listopada    | „youthful days” | Mr. Children           | [ 1 ]  |
| 26 listopada    | „Hey! Minna genki kai?” (jap. Hey! みんな元気かい?)                                                                       | KinKi Kids             | [ 1 ]  |
| 3 grudnia       | „Ōjisama to yuki no yoru” (jap. 王子様と雪の夜)                                                                           | Tanpopo                | [ 1 ]  |
| 10 grudnia      | „traveling” | Hikaru Utada           | [ 1 ]  |
| 17 grudnia      | „traveling” | Hikaru Utada           | [ 1 ]  |
| 24 grudnia      | „a song is born” | Ayumi Hamasaki & KEIKO | [ 1 ]  |
| 31 grudnia      | „ALWAYS (A SONG FOR LOVE)”                                                                                                | J-FRIENDS              |        |